# Nalles
Nalles település, németül: Nals,  Olaszországban, Bolzano autonóm megyében. Lakosainak száma 2067 fő (2023. január 1.). Nalles Andriano, Gargazzone, Senale–San Felice, Terlano, Tesimo és Appiano sulla Strada del Vino községekkel határos.

## Népesség
A település népességének változása:
| Lakosok száma | 1942 | 1975 | 2019 | 2067 |
|               | 2015 | 2017 | 2018 | 2023 |